# Горна (приток Сожа)
Го́рна (бел. Го́рна) — река в Кормянском районе Гомельской области, правый приток Сожа.
Длина реки — 20 км. Бассейн водоёма — 109 км². Средний уклон водной поверхности 1,8 ‰. Водосбор равнинный, под лесом 4 % территории.
Начинается в 2 км к югу от деревни Богдановичи, устье в 2 км к востоку от деревни Ворновка. Русло канализировано на протяжении 11,3 км (от истока до пруда у деревни Расохи).
На Горне находится деревня Ворновка, а также построено место отдыха.